# Mirkoeilcane
Mirkoeilcane, pseudonyme de Mirko Mancini, né le 6 mai 1986 à Rome, est un chanteur-compositeur-interprète et musicien italien.

## Biographie
Il naît à Rome, et y grandit dans le quartier de Garbatella. Passionné de musique depuis l'enfance, il commence très tôt à jouer de la guitare. En tant que musicien, il a composé des bandes originales, des jingles et des publicités. Après avoir été parolier pour d'autres artistes, en 2015, il décide de poursuivre une carrière solo et sort son premier album éponyme Mirkoeilcane. L'album reçoit des critiques élogieuses et obtient plusieurs prix, en plus d'être parmi les nommés pour le Premio Tenco.
En 2017, il compose la bande originale du film Le pire de Vincenzo Alfieri , et gagne la 28e édition du festival Musicultura pour la chanson Per fortuna. 
En plus de la musique, il s'essaie à l'écriture. Il a en effet publié un roman disponible en ebook, intitulé Whisky per favore.
Avec la chanson Stiamo bene, il participe à l'émission Sera Sanremo (Soirée Sanremo) et gagne le droit de participer à la 68e édition du Festival de Sanremo, dans la section Nuove Proposte. À la fin du festival, il se classe deuxième et remporte le Prix de la critique Mia Martini.

## Discographie

### Album
- 2015 - Mirkoeilcane
- 2018 - Secondo me

## Prix
- 2016 - Prix Bindi pour les Profils (a)social[5]
- 2016 - Prix Incanto[6]
- 2016 - Prix De La Musique À Contre-Courant[7]
- 2018 - Premio della Critica Mia Martini - Catégorie "Nouvelles Propositions"
- 2018 - Prix Enzo Jannacci de Nuovoimaie [8]
- 2018 - Prix PME (de la musique) à la musique indépendante
- 2018 - Premio Sergio Bardotti pour le meilleur texte pour Stiamo tutti bene